# What Goes Around... Comes Around
《What Goes Around... Comes Around》是Jive唱片在2006年12月推出的當代節奏藍調單曲，由賈斯汀·汀布萊克演唱，他亦是填詞人之一，提姆巴蘭是製作人之一。在2007年1月28日, 此曲在英國排59名；在2007年3月26日，此曲在澳洲最高排第3名；在2007年4月9日, 此曲在紐西蘭最高排第3名。此曲於美國被出售超過350萬次
。

## 背景
此曲是關於背叛及寬恕。他透露：此曲是為了他朋友的經歷而寫的 。音樂錄影帶的女主角是演員史嘉蕾·喬韓森。

## 歌詞譯文(原本歌詞連結)
寶貝，讓我為妳 詳細描述
妳孤獨地 渡過夜晚，而他從不回家 

每次 妳打他電話，只聽到 忙線音
我聽說 妳發現：他正在對妳做 妳曾經對我做的事 

就是這樣，不是嗎? 
當妳作弊了 (洋人慣用cheat描述：爱人有外遇)，我心臟留血 (我心傷透了) 

不言而喻：妳讓我傷
只是經典例子、情況、古老的故事 

妳得到了 妳應得的
現在，妳想要某人 治愈孤獨的夜晚 (陪伴妳) 

妳希望 某人 能讓妳重新好起來
但我並非 某種很有同情心的人 

妳會明白：善有善報 惡有惡報

## 另見
- Cry Me a River